# 韦妃 (唐穆宗)
韦妃（?—?），原姓廉姓，唐穆宗的妃嫔。唐武宗生母。追尊皇太后，谥宣懿，称宣懿(皇)太后，或称宣懿皇后。

## 生平
廉氏是赠左仆射廉贻训的孙女，赠司徒廉栖华之女，检校刑部尚书、左羽林统军知军事廉恭甫的姐妹。李恒为太子的时候（812年—820年），廉氏得侍太子。814年，廉氏生李瀍。长庆年间（821年至824年），册立为妃。
840年，儿子李瀍即位，是为唐武宗。此时廉妃已逝世，武宗追册母亲为皇太后，赐姓韦氏，遂归于京兆韦氏。上尊谥宣懿，又封她的两个妹妹为夫人。有司上奏：“太后陵宜别制号。”唐武宗为母亲的墓园命名为福陵。之后又问宰相：“葬从光陵与只祔庙，哪个好？”宰相奏言：“皇帝神道安於静，光陵因山为固，接近二十年，不可再穿开。福陵崇筑已有处所，当遂就。臣等请奉主祔穆宗庙便。”唐武宗下诏：“朕因诞日展礼於太皇太后，谓朕曰：‘天子之孝，莫大於承续。’今穆宗皇帝虚合享之位，而宣懿太后实生嗣君，当以祔庙。”
根据《唐会要》中太常博士殷盈孙的记述，与皇帝合祭的皇后神主当称“某谥皇后”。殷盈孙称韦氏为宣懿皇后。

## 延伸阅读
[在维基数据编辑]
 《舊唐書/卷52》，出自刘昫《舊唐書》